# Archia, Hunedoara
Archia este un sat ce aparține municipiului Deva din județul Hunedoara, Transilvania, România.

## Imagini

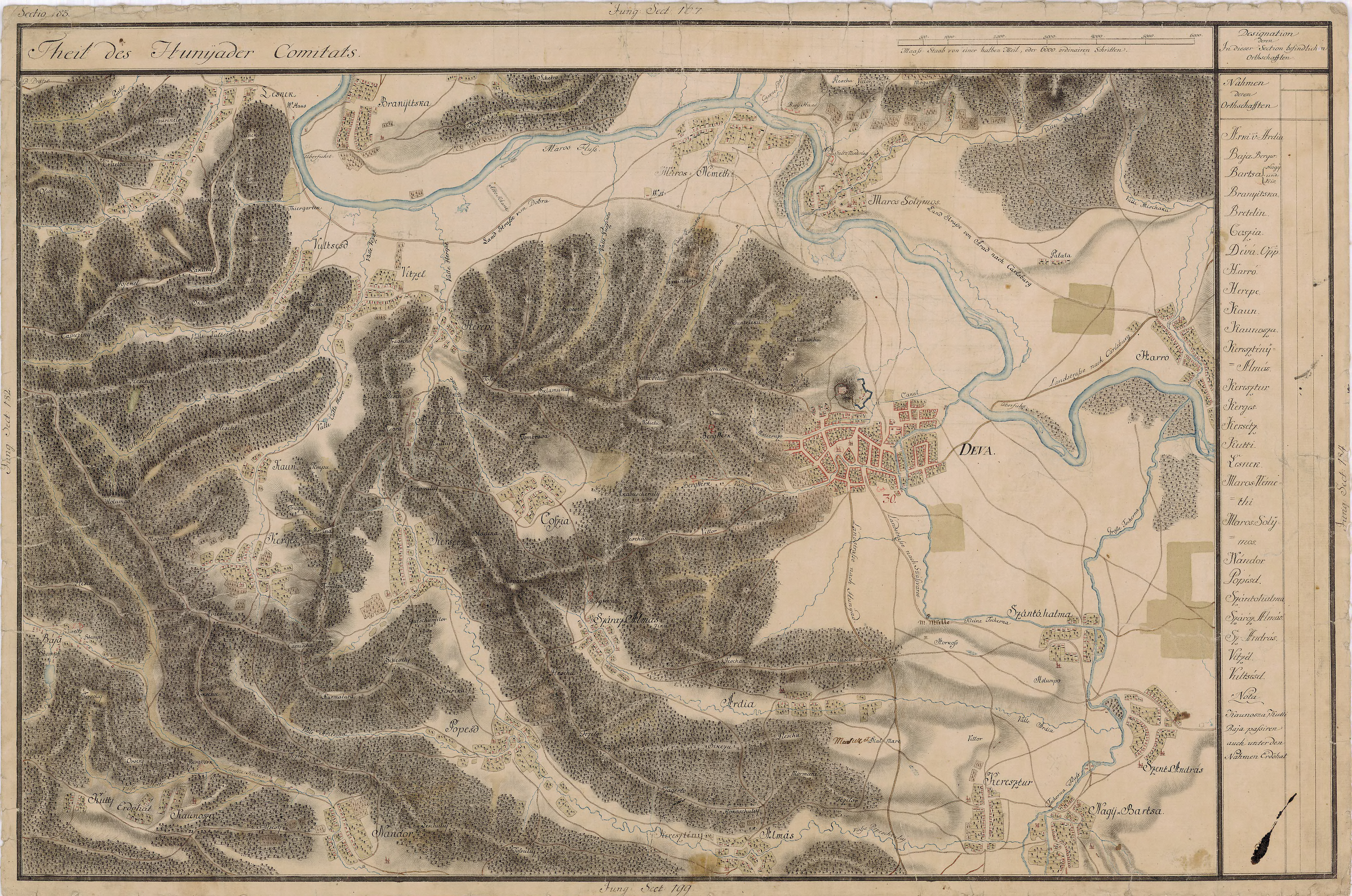
Archia în Harta Iosefină a Transilvaniei, 1769-1773